# Johann Gottfried Schwanenberger
Johann Gottfried Schwanenberger, conosciuto anche come Schwanberger o Schwanberg (Wolfenbüttel, 1737 – Braunschweig, 29 marzo 1804), è stato un compositore tedesco.
Studiò musica dapprima presso Wolfenbüttel con Georg Caspar Schürmann e Ignazio Fiorillo e successivamente, dal 1756 al 1761, a Venezia sotto l'insegnamento Johann Adolf Hasse, Gaetano Latilla e Giuseppe Saratelli. Dal 1762 al 1802 prestò serviziò come maestro di cappella nella corte del Duca di Brunswick. In questo periodo compose principalmente opere italiane per la corte.

## Lavori

### Musica vocale

#### Opere
Tutte le opere sono state rappresentate la prima volta a Brunswick.
- Adriano in Siria (opera seria, libretto di Pietro Metastasio, 1762)
- Solimano (opera seria, libretto di Giovanni Ambrogio Migliavacca, 1762)
- Ezio (opera seria, libretto di Pietro Metastasio, 1763)
- Talestri regina delle amazoni (1764)
- La buona figliuola maritata (libretto di Carlo Goldoni, 1764)
- La Didone abbandonata (opera seria, libretto di Pietro Metastasio, 1765)
- Zenobia (opera seria, libretto di Pietro Metastasio, 1765)
- L'Issipile (opera seria, libretto di Pietro Metastasio, 1766)
- Antigono (opera seria, libretto di Pietro Metastasio, 1768)
- Romeo e Giulia (opera seria, libretto di J. R. Sanseverino, 1776)
- Le isole fortunate (festa teatrale, 1778)
- L'Olimpiade (opera seria, libretto di Pietro Metastasio, 1782)
- Il trionfo della Costanza (libretto di Domenico Poggi, 1790)

#### Altra musica vocale
- Il Parnaso accusato e difeso (cantata, testo di Pietro Metastasio, 1768)
- La Sentenza d'Apollo (prologo drammatico)
- 2 cantate sacre
- 4 duetti
- 2 soli
- Vari motetti e salmi

### Musica strumentale
- 23 sinfonie
- 4 concerti per clavicembalo
- 25 sonate per clavicembalo
- Sonatina per clavicembalo
- Sonate a 3